# Доленя Вас (Хорватія)
Доленя Вас (хорв. Dolenja Vas) — населений пункт у Хорватії, в Істрійській жупанії у складі громади Лупоглав.

## Населення
Населення за даними перепису 2011 року становило 70 осіб.
Динаміка чисельності населення поселення:

## Клімат
Середня річна температура становить 11,17 °C, середня максимальна – 23,82 °C, а середня мінімальна – -2,48 °C. Середня річна кількість опадів – 1267 мм.
| Клімат поселення                              | Клімат поселення | Клімат поселення | Клімат поселення | Клімат поселення | Клімат поселення | Клімат поселення | Клімат поселення | Клімат поселення | Клімат поселення | Клімат поселення | Клімат поселення | Клімат поселення | Клімат поселення |
| Показник                                      | Січ.             | Лют.             | Бер.             | Квіт.            | Трав.            | Черв.            | Лип.             | Серп.            | Вер.             | Жовт.            | Лист.            | Груд.            |                  |
| Середній максимум, °C                         | 8,34             | 8,86             | 11,39            | 15,34            | 19,54            | 23,26            | 23,82            | 23,74            | 19,69            | 15,39            | 10,20            | 7,58             |                  |
| Середня температура, °C                       | 2,93             | 3,45             | 5,97             | 9,93             | 14,14            | 17,85            | 20,38            | 20,30            | 16,27            | 11,96            | 6,76             | 4,14             |                  |
| Середній мінімум, °C                          | −2,48            | −1,96            | 0,56             | 4,52             | 8,72             | 12,43            | 16,95            | 16,87            | 12,81            | 8,52             | 3,33             | 0,72             |                  |
| Норма опадів, мм                              | 98               | 79               | 93               | 100              | 89               | 106              | 72               | 99               | 112              | 144              | 151              | 124              |                  |
| Середньомісячна швидкість вітру, м/с          | 2.32             | 2.54             | 2.68             | 2.60             | 2.36             | 2.27             | 2.21             | 2.21             | 2.23             | 2.44             | 2.55             | 2.50             |                  |
| Середньомісячна сонячна радіація, кДж/м²·день | 4471             | 7347             | 10561            | 14894            | 18990            | 20506            | 21629            | 18488            | 13907            | 8972             | 4884             | 3756             |                  |
| --------------------------------------------- | ---------------- | ---------------- | ---------------- | ---------------- | ---------------- | ---------------- | ---------------- | ---------------- | ---------------- | ---------------- | ---------------- | ---------------- | ---------------- |
| Джерело:                                      |                  |                  |                  |                  |                  |                  |                  |                  |                  |                  |                  |                  |                  |